# McCarthyite
Ne pas confondre avec Maccarthisme, mouvement politique des États-Unis durant les années 1950.
Les McCarthyites sont les membres d'une éphémère formation politique anticatholique et anti-Canadiens français représentée par lors des élections fédérales du 23 juin 1896.
L'unique candidat McCarthyite à avoir gagné une élection est Dalton McCarthy en 1898 dans Simcoe-Nord en Ontario.

## Origines et objectifs du Parti
En 1872, Dalton McCarthy, un Irlandais d'origine, devint député du Parti conservateur et sera réélu plusieurs élections subséquentes. En 1891, il quitte le Parti conservateur après plusieurs mésententes avec le chef et Premier ministre John A. Macdonald et devint député indépendant.
De notoriété anticatholique et anti-Canadiens français, il décida de fonder une branche canadienne à Imperial Federation League, une formation britannique qui vise à unir la métropole coloniale à ses colonies et dominions sous une fédération.
Peu avant les élections de 1891, McCarthy apparut associé au Parti Equal Rights, mais ne se présenta pas sous cette bannière.

## Élection de 1896
En 1896, McCarthy et neuf de ses partisans se présentent sous la bannière mcCarthyite dans des circonscriptions ontarienne et manitobaine. À cette époque, les candidats pouvaient se présenter dans plus d'une circonscription à la fois.
Élu député mcCarthyite dans Simcoe-Nord (Ontario) et Brandon (Manitoba), Dalton McCarthy décida de démissionner de son siège dans Brandon pour conserver le siège où il fut réélu, Simcoe-Nord.
Entretemps, quelques candidats mcCarthyites obtinrent un score d'environ 40 % du vote dans les circonscriptions de Lanark-Sud, Hastings-Nord et Durham-Est. Dans Muskoka et Parry Sound, 20,1 % du vote fut obtenu, tandis que les autres candidats durent se contenter de 10 % et moins du vote.
À l'échelle nationale, les McCarthyites obtinrent 12 861 votes soit 1,33 % du vote populaire, ou 28,1 % à travers les circonscriptions représentées.

## Période post-élection
Seul député mcCarthyite élu, Dalton McCarthy commença à forger une alliance avec les Libéraux et Wilfrid Laurier dans l'espoir d'accéder au cabinet. Un accident de charriot dans lequel il perdit la vie mit fin à ses ambitions en 1898.
Certains de ses partisans tentèrent sans succès de faire revivre le thème anti-catholique du Parti McCarthyite. Le Parti fut dissous la même année.